# Kesselschloss

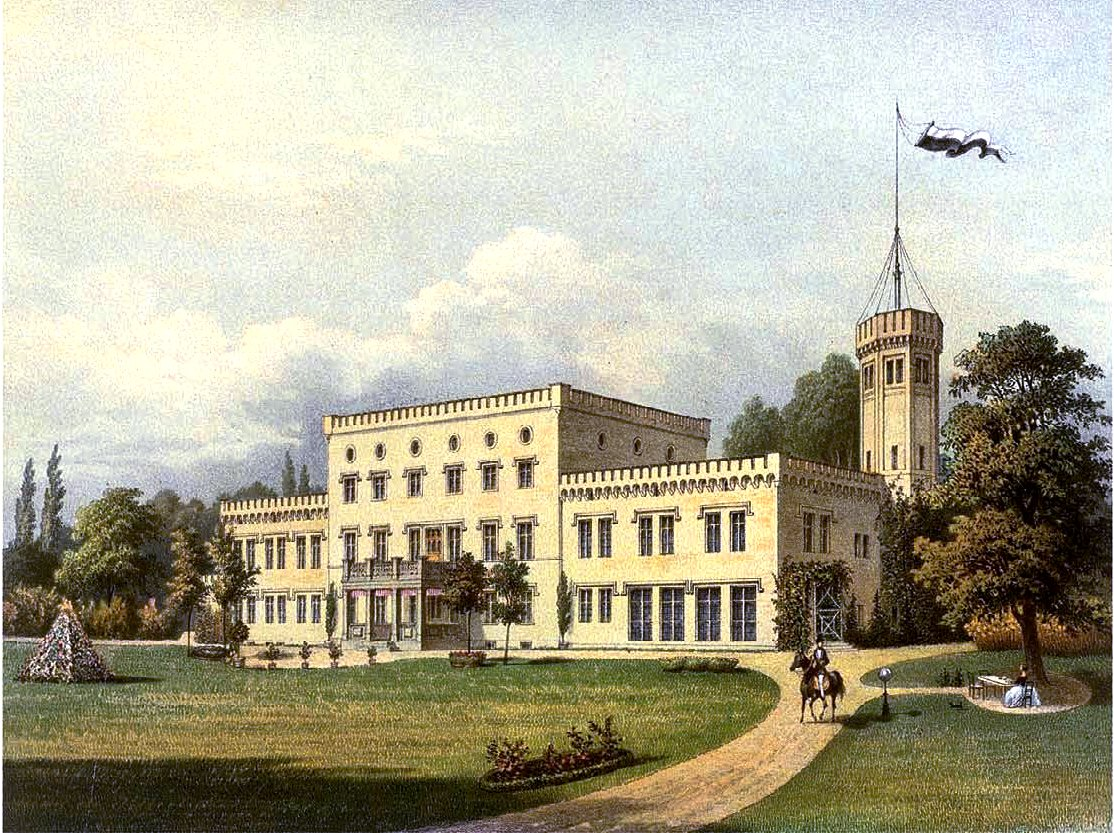
Das Kesselschloss in der Sammlung Duncker

Die Ruine des Kesselschlosses (polnisch Pałac w Uboczu-Kolonii) befindet sich im Ortsteil Kolonie bzw. Kessel in Ubocze (Schosdorf) in der Stadt- und Landgemeinde Gryfów Śląski im Powiat Lwówecki der Woiwodschaft Niederschlesien in Polen. Bis 1945 gehörte es zum Kreis Löwenberg.

## Geschichte
Der Name Kessel-Schosdorf geht auf den Besitzer Christow Kessel von Borow zurück, dem das Gut von 1528 bis 1555 gehörte. Leopold Sanden ließ das alte Schloss abreißen und zwischen 1850 und 1852 ein neues Schloss errichten. 1932 zerstörte ein Brand einen größeren Teil des Gebäudes. Ab 1940 wurde das Schloss als Erholungsort für Nonnen genutzt, und 1945 wurde es kurzzeitig von der Polnischen Armee besetzt. Nach dem Übergang an Polen infolge des Zweiten Weltkriegs 1945 wurde das Herrenhaus von der damaligen Landgemeinde Ubocze verwaltet. Heute sind von dem Gebäude nur überwucherte Mauerreste erhalten.

## Bauwerk
Das Kesselschloss war ein Gebäude im Stil der Neugotik. Es bestand aus einem Mittelbau, Ost- und dem Westflügel, einem Ostturm und einem kleinen Türmchen auf der Westseite, alle bekrönt von einem Zinnenkranz. Der vierstöckige Ostturm war an der Basis oval und ab der Höhe des zweiten Stockwerks vieleckig und trug eine Aussichtsplattform und einem Mast, auf dem das preußische Banner wehte.